# 迪南戰役
迪南戰役是第一次世界大戰中德國入侵比利時期間，法國和德國軍隊在比利時小鎮迪南和周圍進行的一場戰役。
1914年8月15日，德軍佔領了俯瞰小鎮的迪南城堡，而該城堡在下午被法軍奪回。在接下來的幾天裡，法國軍隊加強了防禦，並與默茲河東岸的德軍交火。8月21-22日晚上，一支德國突擊隊攻入迪南，但最終慘敗，德軍甚至向友軍開火。德軍並沒有假設敵軍攻擊來自於西岸的法軍，而是將責任歸咎於比利時平民，並以處死7人並燒毀15至20所房屋作為報復。
8月23日，德軍再次襲擊迪南，將該鎮平民都認為是可能的對手，並在與西岸的法軍作戰時屠殺了674名手無寸鐵的比利時平民。

## 註腳
1. 1 2  Brose 2001，第190–191頁.
2. 1 2  Tyng 2007，第76頁.
3. 1 2  Herwig 2009，第168頁.
4. 1 2  Horne & Kramer 2001，第46頁.